# Vid Balog
Vid Balog, född 31 januari 1972 i Koprivnica är en kroatisk skådespelare.
Vid Balog debuterade 1998 i filmen Kavica.
Balog spelade mellan 2008 och 2009 rollen som dr. Nevid Kulen Herdervary i den kroatiska situationskomedin Bez komentara.